# Gospodarka Rzeszowa
Rzeszów jest najważniejszym centrum przemysłowo-handlowym Polski południowo-wschodniej. Obecnie miasto jest prężnie rozwijającym się ośrodkiem nowych technologii i przemysłu, zwłaszcza z zakresu przemysłu lotniczego i informatycznego. W 2007 roku Rzeszów wytworzył 1,2% PKB Polski. W porównaniu do całego regionu PKB w przeliczeniu na jednego mieszkańca wygląda korzystnie, wynosi bowiem 109,1% (2007), natomiast na tle całego kraju jest to zaledwie 73,6%.
Gospodarka miasta najszybciej rozwijała się w XVII wieku, kiedy właścicielem włości rzeszowskiej był Mikołaj Spytek Ligęza, tuż przed I wojną światową, w okresie międzywojennym, kiedy tworzono COP oraz w latach 50. i po roku 1989.

## Przemysł
Na obecny obraz gospodarki miasta znaczny wpływ miały lata 1918–1939, kiedy to powstały zakłady lotnicze i filia fabryki Cegielskiego z Poznania. Po wojnie naciskano przede wszystkim na rozwój technologii lotniczych. W chwili obecnej z powodzeniem rozwija się w mieście produkcja sprzętu domowego, przemysł spożywczy, odzieżowy, budowlany, meblarski i telekomunikacyjny, natomiast najlepiej rozwinięty jest tutaj przemysł lotniczy oraz farmaceutyczny. Rzeszów jest głównym ośrodkiem stowarzyszenia przedsiębiorców Dolina Lotnicza (Aviation Valley). W skład stowarzyszenia wchodzą przedsiębiorstwa z całego kraju. Podkarpaccy przedsiębiorcy działający również w sektorze informatycznym powołali Stowarzyszenie Informatyka Podkarpacka. W ostatnim czasie utworzony został Podkarpacki Park Naukowo-Technologiczny. Podstawą tego przedsięwzięcia jest przemysł lotniczy i farmaceutyczny. Nowe pomysły i rozwiązania powiązane z parkiem technologicznym powstawać będą w preinkubatorze akademickim Politechniki Rzeszowskiej.
Do największych zakładów przemysłowych w mieście należą:
- Pratt & Whitney Rzeszów S.A. – założony w 1937 roku producent wszelkich komponentów lotniczych min. silników odrzutowych samolotów F-16, zrzeszony w United Technologies Corporation notowanej na New York Stock Exchange
- MTU Aero Engines Polska – spółka córka MTU Aero Engines, z siedzibą w Rzeszowie, od 2009 roku projektowanie, produkcja i naprawa systemów napędów lotniczych[3].
- BorgWarner – produkcja turbosprężarek i innych części samochodowych
- ICN Polfa Rzeszów w kooperacji z Valeant – założony w 1951 roku producent farmaceutyków, zakład w Rzeszowie wytwarza min. węgiel medyczny
- Sanofi-Aventis – centrum dystrybucji i linia produkcyjna, działająca na bazie założonej w 1988 grupy Comindex, przekształconej następnie w Biocom Rzeszów (1994), połączoną z Sanofi w 1996;
- Asseco Poland (dawniej COMP Rzeszów) – założona w 1991 roku spółka informatyczna, po fuzji z Softbankiem S.A. w 2007 największe przedsiębiorstwo branży IT notowane na polskiej giełdzie GPW
- Koral S.A. – producent lodów
- Makarony Polskie – założona w latach 90. spółka akcyjna zajmująca się produkcją makaronów
- Zelmer S.A. – założone w 1937 roku przedsiębiorstwo zajmujące się wyrobem sprzętu AGD
- ALIMA-GERBER S.A. – producent przetworów spożywczych
- BUDIMEX-RZESZÓW S.A. – branża budowlana
- CONRES S.A. – branża odzieżowa
- Elektromontaż Rzeszów S.A. – budowlana
- Rzeszowski Zakład Energetyczny S.A.
- Marma Polskie Folie – siedziba w Rzeszowie

## Handel
Dynamiczny rozwój handlu w Rzeszowie rozpoczął się na przełomie XX i XXI w. Wtedy zaczęły powstawać galerie handlowe, a później hipermarkety. Obecnie największym skupiskiem centrów handlowych jest aleja Rejtana. Niedaleko niej powstały pierwsze dwa hipermarkety w Rzeszowie (E.Leclerc oraz Tesco), później pojawiła się tam Castorama, Media Markt.

### Hipermarkety
- E.Leclerc
- bi1
- Carrefour Express
- Auchan (przy drodze krajowej nr 94 w podrzeszowskim Krasnem)

### Hipermarkety branżowe
- Media Markt
- Leroy Merlin
- Castorama
- Obi
- Majster-PMB Majster Polskie Markety Budowlane – sieć powstała w Rzeszowie, właścicielem jest firma RCMB S.A. Obecnie posiada 20 marketów, zlokalizowane na terenie 4 województw.

### Supermarkety i sieciowe sklepy osiedlowe
- Biedronka
- Lidl
- Frac
- Stokrotka
- Lewiatan

### Galerie handlowe
- Europa II
- CH Ameryka
- Galeria Graffica
- Stara Szwalnia (dawniej Reduta, Rotunda)[4]
- Full Market
- Rzeszów Plaza
- Rzeszów Pasaż (dawniej Galeria Rzeszów)
- Galeria Lazur (połączona z hipermarketem E.Leclerc)
- Złote Pasaże
- Millennium Hall
- Center Park
- Capital Park
- Nowy Świat
- Galeria Rzeszów (pierwotnie City Center)